# Aaron Tran
Aaron Tran (* 24. Juli 1996 in San Francisco) ist ein US-amerikanischer Shorttracker.

## Werdegang
Tran trat international erstmals bei den Juniorenweltmeisterschaften 2013 in Warschau in Erscheinung. Dort errang er den 33. Platz im Mehrkampf und den vierten Platz mit der Staffel. Bei den Juniorenweltmeisterschaften 2014 in Erzurum belegte er den 15. Platz im Mehrkampf und den achten Rang mit der Staffel und bei den Juniorenweltmeisterschaften 2015 in Osaka den 31. Platz im Mehrkampf und den 11. Rang mit der Staffel. Sein Debüt im Weltcup hatte er im Oktober 2015 in Montreal. Dabei belegte er den 24. Platz über 500 m und den 12. Rang über 1000 m. Ende Januar 2016 lief er bei den Juniorenweltmeisterschaften in Sofia auf den 33. Platz im Mehrkampf und auf den 15. Rang mit der Staffel. Bei den Weltmeisterschaften 2016 in Seoul und bei den Weltmeisterschaften 2017 in Rotterdam wurde er jeweils Siebter mit der Staffel. In der Saison 2017/18 kam er bei den Olympischen Winterspielen 2018 in Pyeongchang auf den 12. Platz über 1500 m und auf den fünften Rang mit der Staffel und bei den Weltmeisterschaften 2018 in Montreal auf den sechsten Platz mit der Staffel. In der folgenden Saison erreichte er in Turin mit dem dritten Platz mit der Mixed-Staffel seine erste Podestplatzierung im Weltcup und bei den Weltmeisterschaften 2019 in Sofia den 22. Platz im Mehrkampf. Bei den Vier-Kontinente-Meisterschaften 2020 in Montreal gewann er die Bronzemedaille mit der Staffel.

## Persönliche Bestzeiten
- 500 m      41,293 s (aufgestellt am 13. November 2016 in Salt Lake City)
- 1000 m    1:24,034 min (aufgestellt am 11. November 2018 in Salt Lake City)
- 1500 m    2:09,928 min (aufgestellt am 10. November 2018 in Salt Lake City)